# Mea culpa (Part II)
Mea culpa (Part II) è un singolo del gruppo musicale tedesco Enigma, pubblicato nel 1991 ed estratto dall'album MCMXC a.D..

## Tracce
CD singolo, 7"
1. Mea culpa Part II (orthodox version) — 3:58
2. Mea culpa Part II (catholic version) — 3:54

12"
1. Mea culpa Part II (fading shades mix) — 6:15
2. Mea culpa Part II (orthodox mix) — 3:58
3. Mea culpa Part II (catholic version) — 3:54
4. Mea culpa Part II (LP version) — 5:05
5. Communion: O sacrum convivium — 4:42

## Classifiche
| Classifica (1991) | Posizione massima |
| ----------------- | ----------------- |
| Germania          | 7                 |
| Italia            | 7                 |
| Regno Unito       | 55                |